# اسویج (مریلند)
اسویج (به انگلیسی: Savage) شهری در ایالت مریلند کشور ایالات متحده آمریکا است که جمعیت آن در سرشماری سال ۲۰۱۰ میلادی، ۷٬۰۵۴ نفر بوده‌است.